# Braganey
Braganey es un municipio brasileño del estado de Paraná. Su población estimada en 2005 era de 5.014 habitantes.